# 保潔墊
保潔墊（英語：Mattress protector），也稱為床墊保護套，跟床墊罩不一樣，顧名思義即是「保護床/枕維持乾淨的薄墊」。床墊保護套是一種可移動的床上用品，位於或包裹床墊以保護它。一些床墊保護套還可以保護睡在床墊上的人免受過敏原和刺激物的侵害，例如塵蟎、臭蟲、黴菌和皮屑。

## 保護床墊和與枕頭
雖然可以用吸塵器清潔床墊、枕頭的表面，但要徹底清潔大多數標準床墊、枕頭是非常困難的。未受保護的床墊、枕頭會很快被弄髒，因為整個晚上產生的汗水、口水很容易穿過一般的床單、枕套，並在其表面上形成典型的黃斑。而床墊、枕頭也容易受到許多其他污染物的影響。
進階一點的保潔墊有防潑水功能，對少量的液體有保護作用，但通常會使用化學塗料，經過洗滌後防潑水的功能會逐次減低，並塞住纖維的孔洞造成躺床的悶熱感。
更進階的保潔墊有防水功能，防水保潔墊通過防止床墊吸收身體排泄物（如汗水）或其他因溢出而產生的液體來保持床墊清潔。這些通常採用平織塑膠墊（通常用於嬰兒床單下），但塑膠墊很悶熱。
具有良好吸水性能的自然材質是塑膠墊的替代品，帶有薄層防水膜的針織保護套彈性良好，幾乎感覺不到保潔墊的存在。此外，薄層防水膜仍然是透氣的，這意味著它不會累積身體自然散發的熱能，而造成悶熱感。

## 保護睡眠者的健康
通常建議對某些類型的過敏症（尤其是塵蟎）敏感的人使用床墊及枕頭全包「拉鍊式」保潔墊。塵蟎產生的廢物會刺激呼吸道和肺部的內層，尤其是對兒童而言，會引起過敏反應、哮喘，並會刺激濕疹等皮膚病。過敏原過濾床墊及枕頭保潔墊可以濾已知會引發過敏和哮喘症狀的過敏原，在用戶和他們的床墊、枕頭之間提供額外的保護層。
為了防止塵蟎，床墊、彈簧床墊、枕頭都必須完全封閉，不得有任何開口。床墊及枕頭全包拉鍊式保潔墊通常用於此目的。這可以防止新的塵蟎進入床墊、彈簧床墊與枕頭，並捕獲任何已經在裡面的臭蟲。床墊及枕頭保潔墊必須至少使用一整年，以確保被困的臭蟲及其卵死亡。如果提早開啟，臭蟲、塵蟎感染可能會復發。建議確認是否有防蟎、防臭蟲的相關認證(如IBT美國實驗室、SGS...等），才真的具有防蟎功效。
防水床墊及枕頭全包拉鍊式保潔墊還可以通過降低黴菌在床墊及枕頭中生長的能力來減輕過敏症狀。易於消毒的床墊及枕頭保潔墊通常用於兒童托兒所、醫療保健機構、飯店商旅。
2002 年挪威的一項研究發現，泡沫床墊承載塵蟎糞便的可能性是彈簧床墊的 4 到 8 倍。

## 類型
有不同類型的保潔墊。其中床墊保潔墊是直接保護床墊的防護罩，通常免受臭蟲的侵害，並且經常用於飯店。其次床包式保潔墊用於保護床墊免受尿床或過敏情況的影響。相比之下，床包式保潔墊主要用於為用戶提供舒適特徵。而枕頭保潔套用於保護枕頭免受汗水、口水或過敏情況的影響。

## 一次性底墊
在醫院或其他醫療環境中，一次性防水墊可用於吸收血液和其他體液，與病號服配合使用。